# Önmonitorozás
Az önmonitorozás az a személyiségvonás, hogy az egyének mennyire érzékenyek a társas helyzetek elvárásaira, és mennyire alakítják viselkedésüket annak megfelelően. Ennek alapján az emberek két csoportját különítik el: a magas és az alacsony szintű önmonitorozókat. A magas szintű önmonitorozók, vagyis az énbemutatók az aktuális társas közeg, a "közönség" által elvárt képnek megfelelően viselkednek, folyamatosan szkennelik a történéseket maguk körül, és próbálnak megfelelni a változó helyzetek teremtette elvárásoknak. Ezzel szemben az alacsony szintű önmonitorozók, azaz az énkifejezők úgy viselkednek, hogy az saját attitűdjeiket és hajlamaikat fejezze ki, tehát minden egyes szituációban a közönségtől függetlenül azonos képet mutatnak magukról.

## Mérése
Az egyének önmonitorozási szintjének megállapítására Jones (1990) kísérlete megfelelő, itt ugyanis a résztvevők azt a feladatot kapták, hogy korrupt és erkölcstelen embernek mutassák magukat egy munkahelyi felvételi beszélgetés során. Ezután egyes személyeknek olyan visszajelzéseket adtak, miszerint a beszélgetőpartnerek tényleg jellemzőnek tartják rá az adott jellemzőket (pl. olyan kommentárt hallott, hogy "ez még a saját anyját is eladná"), míg a résztvevők másik csoportjával azt éreztették, hogy nem sikerült a korrupt és erkölcstelen képet bemutatnia magáról. A vizsgálat alapján azok a magas önmonitorozó személyek, akik akkor elégedettek magukkal, ha sikerült a feladatnak megfelelő tulajdonságok bemutatása, még akkor is, ha ez azt jelenti, hogy arról győztek meg másokat, hogy mennyire erkölcstelenek. Ezzel szemben az alacsony önmonitorozók akkor érezték jobban magukat, ha nem sikerült az adott képet bemutatniuk magukról, hiszen ők jobban szeretik, ha olyannak látják őket, amilyenek, nem szeretik a siker érdekében feláldozni valódi jellemzőiket.
Mark Snyder 1974-ben kidolgozott egy 25 tételből álló skálát az önmonitorozás szintjének mérésére. Aki ezen a skálán 0 és 8 közötti pontszámot ér el, alacsony önmonitorozónak számít, míg 13 és 25 pont között magas önmonitorozóról beszélünk. Egy-egy példa az alacsony illetve magas önmonitorozás tételeire: "Azt hiszem, hajlandó vagyok megjátszani magamat, hogy mások érdekesnek és szórakoztatónak tartsanak" (az ezzel való egyetértés magas önmonitorozó jellemző)  , "nehezemre esik megváltoztatni a viselkedésemet úgy, hogy az megfeleljen mások elvárásainak" (az ezzel való egyetértés alacsony önmonitorozó jellemző).

## Alacsony vs. magas szintű önmonitorozók
Az önmonitorozás különbségei az élet számos területén megjelennek. Ilyen például a munkahelyi sikeresség. A magas önmonitorozók gyakrabban érnek el sikereket a munkahelyükön és gyakrabban válnak vezetővé. A párkapcsolat területén is találunk különbségeket: azok, akik magas önmonitorozók, általában több randi- és szexuális partnerrel rendelkeznek, könnyebben belemennek egyéjszakás kalandokba és szexuális kapcsolatba olyan személyekkel, akikhez nem fűzi őket romantikus viszony. Az alacsony önmonitorozók inkább olyan szerelmi partnert választanak, akik kevésbé vonzó, de társaságkedvelő, míg a magas önmonitorozókra ennek fordítottja igaz.